# Subossido di carbonio
Il subossido di carbonio, o diossido di tricarbonio, è un ossido del carbonio con formula molecolare C3O2 e formula di struttura O=C=C=C=O. I suoi quattro doppi legami cumulati ne fanno un eterocumulene. È uno dei componenti stabili della serie degli ossidi di carbonio lineari O=Cn=O, di cui fanno parte anche il diossido di carbonio (O=C=O) e il diossido di pentacarbonio (O=C=C=C=C=C=O).
La sua scoperta si deve al chimico britannico Benjamin Collins Brodie che nel 1873 sottopose alla scarica elettrica il monossido di carbonio. Marcellin Berthelot coniò il nome subossido di carbonio, mentre Otto Diels affermò successivamente che i nomi dicarbonil metano e diossoallene, più prettamente attinenti alla chimica organica, erano anche corretti.

## Struttura
Studi di spettroscopia IR e di diffrazione di elettroni dimostrano che la molecola possiede una struttura quasi-lineare. Il doppio legame C=C possiede una lunghezza di 128 pm, mentre il legame C=O è lungo 116 pm.

## Sintesi
Viene sintetizzato riscaldando una miscela di anidride fosforica (P4O10) e acido malonico o esteri dell'acido malonico in assenza di tracce di acqua. Di conseguenza, il composto può anche essere considerato l'anidride dell'acido malonico ottenuta eliminando due molecole di acqua. L'anidride malonica (da non confondere con l'anidride maleica) è una molecola reale.
Diversi altri metodi di sintesi e reazioni del subossido di carbonio sono stati descritti da Reyerson nel 1930.
Il subossido di carbonio polimerizza spontaneamente formando un solido paramagnetico di colore variabile dal rosso, giallo o nero. Si presume che sua struttura sia del tipo poli α-pironica, simile a quella del 2-pirone (α-pirone). Nel 1969, fu ipotizzato che il colore della superficie di Marte fosse dovuto a questo composto; ciò fu smentito dalle sonde del programma Viking.

## Usi
Il subossido di carbonio è utilizzato nella sintesi dei malonati e come agente ausiliario per migliorare l'affinità delle pelli alla tinture.